# Prix Gémeaux du meilleur texte pour une émission d'humour, de variétés ou un talk show
Le prix Gémeaux du meilleur texte pour une émission d'humour, de variétés ou un talk show est une récompense télévisuelle remise par l'Académie canadienne du cinéma et de la télévision en 2003 et 2004.

## Lauréats
- 2003 - Marc Brunet, Rafaële Germain, Richard Gohier, Pascal Lavoie, Le Grand Blond avec un show sournois
- 2004 - François Parenteau, François Patenaude, Geneviève Rochette, Frédéric Savard, Christian Vanasse, Nadine Vincent, Les Zapartistes